# Cavalieri di Atena
(Dall'introduzione del primo volume del manga Saint Seiya, ed. Star Comics, giugno 2000)
I Saint di Atena (女神アテナおよび聖闘士?, Athena no Saints, lett. “Sacri Guerrieri di Atena”), o Cavalieri di Atena, sono dei personaggi dei manga e degli anime dell'universo fantastico de I Cavalieri dello zodiaco (Saint Seiya in originale), nato dal mangaka Masami Kurumada.
Sono i guerrieri che proteggono la dea Atena e indossano delle armature denominate Cloth (letteralmente Sacre Vesti, tuttavia il termine viene solitamente adattato in Sacre Vestigia).

## Traduzione e adattamento del nome
In originale Saint è la pronuncia che viene data agli ideogrammi che formano il nome del gruppo di personaggi (che letteralmente significano Sacri Guerrieri) tramite il furigana. Nella maggioranza delle traduzioni delle opere (principalmente della serie animata) è stato scelto il termine Cavalieri. Altri adattamenti utilizzati sono stati Santo Cavaliere, Saint oppure la traduzione letterale degli ideogrammi (ossia Sacri Guerrieri). Nell'edizione italiana del manga Next Dimension si è pensato di scrivere la parola Saint sopra la traduzione dei kanji, ed essa è la traslitterazione ufficiale.

## Caratteristiche
Secondo quanto riportato nella Saint Seiya Encyclopedia i Saint sono un ordine di ottantotto guerrieri fondato dalla Dea Atena nell'antichità, che ha il proprio quartier generale al Grande Tempio in Grecia (in originale Sanctuary, spesso tradotto in Santuario), che non è sottoposto ad alcuna nazione, popolo o organizzazione. Tutti i Saint sono supervisionati e comandati dal Santuario, che affida loro missioni di vario genere. L'obbiettivo e la missione dei Saint è quello di proteggere Atena e garantire la pace sulla Terra. Per evitare che troppo potere si accentrasse nelle mani di poche persone, sono stati tra i responsabili di eventi storici come la caduta dell'Impero romano d'Occidente, la sconfitta di Napoleone Bonaparte o il fallimento dell'invasione mongola del Giappone ordinata da Kublai Khan.
I Saint sono combattenti che, seguito un durissimo allenamento, acquisiscono le abilità di far esplodere il proprio Cosmo (la forza spirituale) dentro di sé e che da questo ricavano un potere distruttivo che oltrepassa la barriera del suono polverizzando anche blocchi di pietra. Combattono usando solamente la forza del loro corpo e del loro cosmo e senza utilizzare armi (odiate dalla dea Atena). Vi sono tuttavia alcune eccezioni, legate a fattori particolari, come le armature della Bilancia (dotata di varie armi, come spade, nunchaku e tridenti), del Sagittario (dotata di arco e frecce), di Auriga (dotata di dischi rotanti), di Cerbero (dotata di palle chiodate) e di Andromeda (dotata di catene).
Coloro che sono scelti come Saint ricevono uno degli 88 Cloth, in conformità col destino della loro stella e delle loro qualità. Si dividono principalmente in tre caste a seconda del materiale dei loro Cloth: Gold Saints (o Cavalieri d'oro) corrispondenti ai segni zodiacali, Silver Saints (o Cavalieri d'argento) e Bronze Saint (o Cavalieri di bronzo). A capo di tutti i Saint vi è il Grande Sacerdote.

## Cariche e gerarchie dei Saint

### Grande Sacerdote
Il Grande Sacerdote (教皇?, Kyōkō, letteralmente Papa) è a capo di tutti i Saint. Ha lo scopo di comandare il Santuario e trovare il più degno tra di essi per ereditare il suo titolo. Più specificamente, il Grande Sacerdote nomina il suo successore tra i Gold Saints, osservando chi meglio combina umanità, sapienza e coraggio. L'eletto rinuncia al suo ruolo di Gold Saint in favore di un successore e si ritira nelle sale del Grande Sacerdote, situata sopra le Dodici Case dello Zodiaco, da dove emana ordini per i Saint.

### Gold Saints (Cavalieri d'oro)

Shaka, Gold Saint della Vergine, sulla copertina di un volume del manga Next Dimension.

I Gold Saints (黄金聖闘士?, Gold Saints), o Cavalieri d'oro, rappresentano la casta più alta della scala gerarchica dei guerrieri al servizio di Atena e rispondono soltanto a quest'ultima e al Grande Sacerdote in carica. Ognuno dei Gold Saints presidia una casa delle dodici presenti al Grande Tempio, disposte una dietro l'altra nella grande scalinata che conduce alle stanze del Grande Sacerdote e della Dea. Dotati del Settimo Senso e di Cloth incredibilmente resistenti (ghiacciano, infatti, solo allo zero assoluto), i Gold Saints possono muoversi alla velocità della luce e vengono convocati solo per questioni di critica importanza, ingestibili da parte di Saint di levatura inferiore.
Nella maggior parte delle opere su I Cavalieri dello zodiaco, sia canoniche sia no, appaiono solo 12 Gold Saints, ma a partire dal capitolo 53 di Next Dimension, seguito canonico del manga originale del 1986, si scopre dell'esistenza di un 13° Gold Saint, scomparso nell'era mitologica: quello dell'Ofiuco. Questo Saint è considerato leggendario, ed il più potente dell'era mitologica.

### Silver Saints (Cavalieri d'argento)
I Silver Saints (白銀聖闘士?, Silver Saints), o Cavalieri d'argento, rappresentano la casta intermedia della scala gerarchica dei guerrieri al servizio della Dea Atena. Possiedono un cosmo superiore ai Bronze Saints, ma rimangono inferiori, salvo rare eccezioni (tipo Orfeo e Suikyo) ai Gold Saints, che possiedono il Settimo Senso, armature più resistenti e sono capaci di muoversi alla velocità della luce. I Silver Saints, invece, possono muoversi o lanciare colpi raggiungendo una velocità da due fino a cinque volte quella del suono. Poiché i Gold Saints sono spesso impegnati in importanti mansioni al di fuori del Santuario e vengono richiamati solo nei casi di estrema necessità, sono i Silver Saints a compiere la maggior parte delle missioni. Inoltre hanno il compito di custodire i Cloth senza proprietario e di allenare gli apprendisti Saint fino alla loro investitura.

### Bronze Saints (Cavalieri di bronzo)

Seiya, Bronze Saint di Pegaso, sulla copertina del primo volume del manga classico.

I Bronze Saints (青銅聖闘士?, Bronze Saints,  lett. Sacri guerrieri di bronzo), o Cavalieri di bronzo, rappresentano la casta più bassa della scala gerarchica dei guerrieri al servizio della Dea Atena. Vengono allenati dai Silver Saints e dai Gold Saints, dotati di un cosmo molto superiore. Tuttavia, per far fronte a questa differenza di potere, i Bronze Saints dispongono di armature dotate di accessori speciali e unici, come le catene di Shun di Andromeda o il potere di rigenerazione del Cloth di Ikki della Fenice. Nonostante questo, però, i Bronze Cloth ricoprono una percentuale del corpo molto bassa e sono molto meno resistenti dei Silver Cloth e, soprattutto, dei Gold Cloth.

### Altri Saint

#### Saint Donne
Le Saint Donne (女性の聖闘士?, Onna Seinto), o Sacerdotesse Guerriero nel doppiaggio italiano dell'anime, sono, per l'appunto, le donne che hanno ottenuto il grado di Saint. Caratteristica particolare di questi personaggi è il fatto di essere obbligate a nascondere la loro femminilità dietro una maschera. Se un uomo vede il volto di una Saint Donna, questa ha solo due scelte: amarlo o ucciderlo.

#### Black Saint (Cavalieri neri)
I Black Saint (暗黒聖闘士?, Black Saint), o Cavalieri Neri nel doppiaggio italiano dell'anime, sono una casta di Saint rinnegati e abbandonati dalla dea Atena perché utilizzano le loro abilità e le loro armature esclusivamente per i loro fini personali (ambizioni e desiderio di potere) e non nel perseguimento della giustizia. Indossano anche loro dei cloth - forgiati da alchimisti ribelli della Death Queen Island (o Isola della Regina Nera nel doppiaggio italiano) - come i Saint di Atena, ma sono nere (per questo motivo sono chiamate Black Cloth o Armature Nere) e meno resistenti delle armature di bronzo.

#### Blue Warriors
Nell'Hypermith (opera scritta da Kurumada e che racconta la storia dei Saint) viene raccontato che, dopo la prima guerra sacra contro Poseidone, Atena mandò al polo nord otto Saint col compito di vegliare sull'anima del dio dei mari. In seguito i Saint dimenticarono le loro origini e divennero Blue Warrior (氷戦士?, Buruu Uooriaa, lett. Guerrieri dei ghiacci), protettori della città di Blue Grado situata in una zona sperduta della Siberia.
L'unico membro conosciuto di questa casta è Alexer (アレクサー?, Arekusā), anche se nel manga classico vengono mostrati altri 3 Blue Warriors di cui non si conosce il nome. Non compaiono nell'anime classico.

#### Saint Leggendari
Il termine Saint Leggendario è un usato per indicare un particolare o dei particolari Saint che hanno compiuto azioni eroiche o leggendarie e che dispongono di una forza incredibile. Il primo caso di Saint Leggendario è Orfeo, Silver Saint della Lira, incontrato da Seiya e Shun nell'Oltretomba. In Saint Seiya Ω, inoltre, i cinque protagonisti della serie classica, cioè Seiya, Shiryu, Hyoga, Shun e Ikki, vengono più volte definiti dalle nuove generazioni come "Saint Leggendari" per le loro imprese contro Poseidone e Ade.

### Soldati semplici
I soldati semplici dell'esercito di Atena non sembrano possedere un cosmo, e indossano semplici armature in cuoio e ferro. Il loro compito è quello di mantenere l'ordine al Grande Tempio o di fare la guardia alla sala del Sacerdote e tra di essi ci sono anche gli aspiranti Cavalieri, o coloro che non sono riusciti a conquistare un'armatura. A differenza dei Cavalieri sembrano poter usare le armi, almeno a giudicare da quanto visto in Episode G, Next Dimension e nella serie TV classica. 
Sempre nella serie TV classica si sono visti dei corpi speciali compiere varie missioni per conto di Arles in giro per il mondo, come assassini specializzati.

## Cariche e Saint introdotti in altre opere

### Sanbōchō e Sanbo (Primo Ministro e Capo della guardie)
Il Sanbōchō (参謀長?) (Primo Ministro nel doppiaggio italiano) e Sanbō (参謀?) (Comandante delle guardie nel doppiaggio italiano) sono due cariche introdotte nell'anime classico. Il Sanbōchō ha il pieno controllo dei soldati della guardia e dei Saint di rango medio-basso, può annullare o emettere leggi e possiede un'autonomia decisionale superiore a quella di un guerriero. Il Sanbō, invece, è a capo dei soldati semplici.

#### Gigas (Gigars)
Gigas (ギガース?, Gigāsu), o Gigars nel doppiaggio televisivo italiano, è un personaggio dell'anime classico e ricopre la carica di Sanbōchō, o Primo Ministro, per conto del Grande Sacerdote (Saga dei Gemelli). È un vecchio dalla barba e dai capelli lunghi, indossa una specie di elmo di bronzo dalla forma di testa umana o animale, e un bastone dalla punta dello stesso metallo. Il Sacerdote gli affida il compito di uccidere Saori Kido e i suoi Saint, oltre che di recuperare il Gold Cloth del Sagittario. Dopo aver rimediato solo fallimenti, Gigas viene destituito, scomparendo misteriosamente dalla serie (in verità è probabile che sia stato ucciso dal Sacerdote per i suoi fallimenti). È doppiato da Masaharu Satō nella versione originale e da Mario Scarabelli in quella italiana.

#### Phaeton
Phaeton (パエトン?, Paeton) è un personaggio dell'anime classico e ricopre la carica di Sanbō, o Comandante delle guardie, del Santuario. Alla sua prima apparizione egli è il secondo di Gigas, ma dopo l'assassinio del primo ne prende il posto come braccio destro del Sacerdote. È un uomo dai capelli arancione che indossa un'armatura blu e gialla (non è chiaro se sia un Cloth o meno). Visti i fallimenti del suo predecessore, Phaeton invia i Silver Saints a combattere i Bronze Saints al servizio di Saori Kido. A causa delle loro sconfitte, tuttavia, anche Phaeton viene destituito e allontanato dal Grande Tempio. Nella speranza di essere reintegrato, insieme con un gruppo di soldati, cerca di impedire a Marin di soccorrere Seiya, svenuto sulle scale che conducono alle stanze del Grande Sacerdote. L'intervento di Shaina, tuttavia, cambia le sorti della battaglia, e Phaeton e i suoi uomini sono sconfitti. Dopo quest'ultima apparizione scompare definitivamente dalla serie. È doppiato da Hirohiko Kakegawa nella versione originale e da Stefano Albertini (ep. 16-35,70), Giovanni Battezzato (ep. 29), Enrico Carabelli (ep. 32) in quella italiana.

### Sonota Saints
I Sonota Saint (其他聖闘士? lett. Altri Saint) sono i Saint introdotti nell'anime classico che indossano dei "Cloth speciali", non appartengono a nessuna delle tre caste principali (d'oro, d'argento e di bronzo) e non sono protetti da nessuna delle 88 costellazioni.  Devono ubbidienza al Sanbōchō (Gigas o Phaeton) e vennero creati dalla Toei Animation, e quindi non da Kurumada, perché l'anime finiva sempre per raggiungere la cronologia del manga, costringendo gli sceneggiatori a creare dei personaggi filler per allungare la storia.

### Steel Saint (Cavalieri d'acciaio)
Gli Steel Saints (鋼鉄聖闘士?, Steel Saints), o Cavalieri d'acciaio nel doppiaggio televisivo italiano, sono dei personaggi introdotti nell'anime classico. Si tratta di ragazzi che non sono stati addestrati come dei veri Saint e non possiedono dei Cloth, ma indossano delle armature tecnologiche che permettono loro di aumentare la loro potenza e velocità al punto di competere con altri Saint di Atena.

### Saint sconosciuti
Nell'artbook Cosmo Special, realizzato negli anni ottanta da Kurumada e composto quasi completamente da immagini del manga, appositamente colorate per l'occasione, con didascalie e informazioni sulla storia, sui personaggi, vengono nominati quattro Saint i cui Cloth non rientrano nelle classi sopra descritte. L'unico Cloth del genere finora apparso è quella di Mei nel romanzo Gigantomachia.

#### Mei
Mei (髪の毛星座の盟?, Coma Berenices no Mei) è un Cavaliere di Atena di grado ignoto della costellazione della Chioma di Berenice che appare nel romanzo Gigantomachia di Tatsuya Hamazaki, ed è a lui che è intitolato il primo tomo. 
La sua armatura è di colore nero e non appartiene a nessuna delle tre caste, ed è dotata di fili di oricalco che il ragazzo usa per combattere e con cui riesce a ricucirsi una gamba.
Mei era il primogenito della famiglia Thule ed erede predestinato di Alman, ma volle diventare Cavaliere per non essere privilegiato rispetto agli altri novantanove orfani mandati in giro per il mondo ad allenarsi per guadagnare le Sacre Armature e perciò venne addestrato in Sicilia da Cancer, che lo incaricò di recuperare l'armatura della Chioma di Berenice sotto l'Etna (con l'intenzione di usarla contro Atena, al fianco di Gemini). Sotto l'Etna c'era anche il sigillo dei Giganti, e Mei venne posseduto dal potere di Tifone e costretto a liberare gli altri Giganti e a rapire Yuri. Nella sua missione di rapimento ha anche attaccato Andromeda e Nikol a teatro.
 Fisicamente Mei ha le braccia tatuate, vestito da bullo e dal comportamento sbruffone. Ha i capelli neri, ma ha deciso di tingerseli d'argento (come segno di omaggio al suo maestro). È più grande di Pegasus di due anni, ed è molto legato ai suoi fratelli. Una volta che Tifone possiede il corpo di Encelado abbandonando il suo, Mei viene promosso a Cavaliere da Nikol (fino a quel momento era un soldato semplice) e gli viene consegnata l'armatura della Chioma di Berenice, venendo a conoscenza di essere predestinato a fermare Tifone.
Per riparare al suo torto di aver rapito Yuri e volendola vendicare dall'uccisione di Pallade, si reca da solo al Santuario dei Giganti sul monte Arima per sconfiggere Tifone. Lì viene quasi ucciso da Ladone (poi sconfitto da Sirio) ma ancora moribondo riesce ad arrivare fino a Tifone e, dopo un duro combattimento, imprigionarsi insieme con lui in una gabbia temporale.
Le sue tecniche sono:
- Zanshi (斬糸?, Zanshi): Mei può riparare i danni della sua armatura (se non sono gravi) in pochi secondi, come viene detto è una capacità rara tra le armature.
- Lost Children (ロストチルドレン?, Lost Children): utilizzando i fili di oricalco che escono dalla sua armatura, Mei può ridurre in pezzi il proprio avversario, come fa col Gigante Pallade.

### Saintia
Le Santia (聖闘少女?, Seintia, lett. "Fanciulle Sacre Guerriere") sono un sottogruppo dell'esercito della Dea Atena a cui appartengono le cinque protagoniste di I Cavalieri dello zodiaco: Saintia Sho - Le Sacre Guerriere di Atena. Essendo le ancelle e guardie del corpo personali della Dea, le Santia non devono rinunciare alla loro femminilità né indossare maschere come le altre Saint donne.

### Daikyōkō
Daikyōkō (大教皇?,  Daikyōkō, lett. Papa Supremo) è la carica che Mars si attribuisce quando conquista il Santuario e si finge il nuovo Gran Sacerdote eletto da Atena.